# Electric Ladyland
Electric Ladyland je rockové album amerického muzikanta Jimiho Hendrixe a jeho skupiny The Jimi Hendrix Experience. Deska byla vydána v říjnu 1968. Projevila se zde výborná Hendrixova hra na elektrickou kytaru a tak je dvojalbum Electric Ladyland mnohými považováno za jedno z nejlepších rockových alb vůbec. Nešlo jen o poslední album skupiny Jimi Hendrix Experience, ale také o poslední studiovou nahrávku samotného Hendrixe, která byla produkována pod jeho dohledem.
Třetím a posledním albem v původním složení Experience dosáhl Hendrix hudebního a skladatelského maxima. Ve spolupráci se zvukovým režisérem Eddiem Kramerem vytvořil pomocí rozličných nástrojů a moderních technických zařízení zvukově pestré koláže plné hudebních efektů. V určitých pasážích dosáhli až "zvukové stěny", která proslavila producenta Phila Spectora. Neznamená to však, že by Hendrixova klasická kytarová skladba byla zatlačena do pozadí. Naopak. Nalezneme zde řadu skvělých songů různých žánrů: vedle rockové vypalovačky "Crosstown Traffic" jde tu zdařilá interpretace Dylanovy "All Along the Watchtower", naléhavou "Burning of the Midnight Lamp" doplňuje dlouhá balada "1983...(A Merman I Should Turn to Be)" a vše zakončuje razantní "Voodoo Child (Slight Return)", která evokuje Hendrixe na počátku jeho hvězdné kariéry. Je-li nějaké album, které vyjadřuje pocity a nálady na konci 60. let, pak je to právě tato dvojdeska.

## Seznam skladeb
Všechno složil Jimi Hendrix, výjimky jsou zmíněny.

### Strana jedna
1. "And the Gods Made Love" – 1:21
2. "Have You Ever Been (To Electric Ladyland)„ – 2:11
3. “Crosstown Traffic" – 2:26
4. "Voodoo Chile" – 15:05

### Strana dva
1. "Little Miss Strange" (Noel Redding) – 2:52
2. "Long Hot Summer Night" – 3:27
3. "Come On (Let the Good Times Roll)" (Earl King) – 4:09
4. "Gypsy Eyes" – 3:43
5. "Burning of the Midnight Lamp" – 3:39

### Strana tři
1. "Rainy Day, Dream Away" – 3:42
2. "1983... (A Merman I Should Turn to Be)" – 13:39
3. "Moon, Turn the Tides…Gently Gently Away" – 1:01

### Strana čtyři
1. "Still Raining, Still Dreaming" – 4:25
2. "House Burning Down" – 4:33
3. "All Along the Watchtower" (Bob Dylan) – 4:00
4. "Voodoo Child (Slight Return)" – 5:13

## Sestava
- Jimi Hendrix - zpěv, kytara, baskytara (skladby 2, 6, 8, 11, 14, 15) perkuse a alternativní nástroje
- Mitch Mitchell - bicí (na všech skladbách kromě 10, 13), perkuse, doprovodné vokály, zpěv (s Reddingem na skladbě 5)
- Noel Redding – baskytara (skladby 3, 5, 7, 9, 11, 16), doprovodné vokály, akustická kytara (skladba 5), zpěv (s Mitchellem na skladbě 5)
- Jack Casady - baskytara (skladba 4)
- Larry Faucette - conga (skladby 10, 13)
- Mike Finnigan - varhany (skladby 10, 13)
- Al Kooper - piáno (skladba 6)
- Dave Mason - kytara (skladba 15), doprovodné vokály (skladba 3)
- Buddy Miles - bicí (skladby 10, 13)
- Freddie Smith – tenorsaxofon (skladby 10, 13)
- Steve Winwood – varhany (skladba 4)
- Chris Wood – flétna (skladba 11)
- Cissy Houston and The Sweet Inspirations – doprovodné vokály (skladba 9)